# فرانک فرتیتا
فرانک فرتیتا (انگلیسی: Frank Fertitta؛ زادهٔ ۲۴ فوریهٔ ۱۹۶۲) مدیر اجرایی، سرمایه‌دار و اهالی کسب‌وکار اهل ایالات متحده آمریکا است، که در سال ۲۰۰۱ شرکت زافا را تأسیس کرد.